# Enantiophylla heydeana
Enantiophylla heydeana är en växtart som är ensam art i släktet Enantiophylla i familjen flockblommiga växter.
Arten förekommer i Centralamerika från Mexiko till Honduras. Den beskrevs av John Merle Coulter och Joseph Nelson Rose 1893.